# Mille anni di buone preghiere
Mille anni di buone preghiere (A Thousand Years of Good Prayers) è un film del 2007 diretto da Wayne Wang.

## Riconoscimenti
- Festival Internazionale del Cinema di San Sebastián
  - Concha de Oro